# Myiozetetes
Myiozetetes és un gènere d'ocells de la família dels tirànids (Tyrannidae). Agrupa espècies natives de l'Amèrica tropical (Neotròpic), les àrees de distribució de les quals es troben des de Mèxic a través d'Amèrica Central i del Sud fins al nord-est de l'Argentina.

## Descripció
Les espècies d'aquest gènere són tirànids de mida mitjana, rabassuts i de bec curt, dues d'elles amb patró del cap blanc i negre ben marcat i dues més apagades. Totes, menys Myiozetetes luteiventris, són cridaneres, comunes, conspícues i prefereixen hàbitats de creixements secundaris.

## Taxonomia
Els amplis estudis geneticomoleculars realitzats per Tello et al. (2009) van descobrir una quantitat de relacions noves dins de la família Tyrannidae que encara no estan reflectides en la majoria de les classificacions. Seguint aquests estudis, Ohlson et al. (2013) van proposar dividir Tyrannidae en cinc famílies. Segons l'ordenament proposat, Myiozetetes roman a Tyrannidae, en una subfamília Tyranninae (Vigors, 1825), en una tribu Tyrannini (Vigors, 1825) al costat de Pitangus, Philohydor, Machetornis, Tyrannopsis, Megarynchus, Myiodynastes, Conopias (provisòriament), Phelpsia (provisòriament), Empidonomus, Griseotyrannus i Tyrannus.
El nom genèric Myozetetes es compon de les paraules del grec antic «muia, muias» que significa “mosca” i «zētētēs» que significa “perseguidor”.
Segons la Classificació del Congrés Ornitològic Internacional (versió 15.1, 2025) aquest gènere està format per 4 espècies:
- Myiozetetes cayanensis - tirà reial de coroneta groga.
- Myiozetetes similis - tirà reial sociable.
- Myiozetetes granadensis - tirà reial capgrís.
- Myiozetetes luteiventris - tirà reial pit-llistat.